# Gregório Paixão
Gregório Ben Lâmed Paixão, O.S.B. (Aracaju, 3 de novembro de 1964), é um monge beneditino e prelado católico brasileiro. É o arcebispo metropolitano de Fortaleza.

## Biografia
Dom Gregório Paixão é filho de José Grigório (falecido em 19 de fevereiro de 2018) e Josefa Bernadete Paixão Grigório (falecida em 14 de julho de 2025). Seu nome de batismo é Leozírio da Paixão Neto. Tinha quatro irmãos, sendo que um deles, Dom Henrique Paixão Grigório, também monge beneditino, faleceu vítima de covid-19 em dezembro de 2022. Cursou o ensino fundamental e médio no Colégio Salesiano de Aracaju, concluindo-o no Colégio Atheneu Sergipense. Ingressou no Mosteiro de São Bento da Bahia em 1983, professando em 1986. 
No Mosteiro de São Bento da Bahia exerceu quase todos os ofícios monásticos. Foi bibliotecário, mestre de coro, organista, mestre de noviços, ecônomo, arquivista, prior, dentre outros. Durante o período de formação monástica, cursou piano e órgão de tubos no Instituto de Música da Universidade Católica do Salvador, sendo aluno da pianista Zélia de Araújo Vital. Estudou artes plásticas no atelier do pintor Waldo Robatto, em Salvador.  
Em 1987, foi enviado para o Mosteiro de São Bento do Rio de Janeiro a fim de cursar filosofia e teologia na Escola Teológica da Congregação Beneditina do Brasil, vinculada ao Pontifício Ateneu de Santo Anselmo, de Roma. Em 18 de julho de 1992 foi ordenado diácono por Dom Ricardo Weberberger, OSB, e em 21 de março de 1993 foi ordenado presbítero por Dom Lucas Cardeal Moreira Neves, O.P.. 
Dom Gregório é doutor em antropologia pela Universidade de Amsterdã, na Holanda, à época admitido como aluno externo. Foi diretor do Colégio São Bento da Bahia e da Faculdade São Bento, assim como da Revista Análise e Síntese. Lecionou língua grega, homilétAca e antropologia. 
Em 29 de julho de 2006 foi eleito bispo titular de Fico, na Mauritânia e bispo auxiliar da Arquidiocese de São Salvador da Bahia (2006-2012). No dia 10 de outubro de 2012 o Papa Bento XVI o elegeu bispo da Diocese de Petrópolis.
Em 11 de outubro de 2023, o Papa Francisco o nomeou arcebispo de Fortaleza.A sua posse se deu 15 de dezembro de 2023

## Trabalhos desenvolvidos
Dentre os trabalhos desenvolvidos para a Igreja e a sociedade civil, destacam-se os seguintes: bispo referencial da CRB-BA/SE (2007-2011); membro da Comissão Episcopal Pastoral para a Cultura, Educação e Comunicação Social (2007-2011); secretário do Regional NE3 BA/SE (2007-2012); membro do Conselho Arquidiocesano de Bens Culturais e Arte Sacra (2007-2008); diretor social da Fundação Dom Avelar (2006-2011); membro titular do Conselho de Cultura do Estado da Bahia (2007-2011); membro titular do RIdIM/Brasil (Repertório Internacional da Iconografia Mundial) (2009-2011); bispo referencial para a Pastoral da Cultura da Conferência Nacional dos Bispos do Brasil (2007-2010); membro efetivo do Conselho para a Implantação do Tratado Brasil-Santa Sé (2010...); grão-chanceler da Universidade Católica de Petrópolis (2012...); membro efetivo da Comissão Episcopal Pastoral Especial para os Bens Culturais da Igreja no Brasil (2017...) ; membro do Instituto Histórico de Petrópolis (2015); membro da Academia Petropolitana de Letras (2018); membro do Instituto Histórico e Geográfico Brasileiro (2016...); e presidente da Comissão Episcopal da Campanha de Evangelização da CNBB (2017...).

## Obras publicadas
Dom Gregório possui 18 livros publicados, além de diversos artigos escritos para revistas nacionais e estrangeiras:
1. São Bento — Um Mestre para o Nosso Tempo (1996);
2. Para Rezar com os Anjos (1997);
3. A Vida Monástica e o Terceiro Milênio (1998);
4. Devocionário e Novenário de Santa Escolástica (1998);
5. Devocionário e Novenário de São Bento (1998);
6. Cem Fábulas de La Fontaine (2001);
7. Como Ensinar seu Filho a Estudar (2001);
8. The Date of Jesus Christ`s Crucifixion, publicado nos Estados Unidos (2004);
9. Benedetto. L`Eredità Artística, publicado na Itália (2005);
10. Benediktiner und Kunst in Brasilien. Kultur und Geschichte eines europäischen Erbes, publicado na Alemanha (2006);
11. Terço dos Homens. Manual Completo e Explicativo (2007);
12. Os Beneditinos e a Arte no Brasil (2007);
13. O Livro de Jonas (2008);
14. Dietário (1582-1815) do Mosteiro de São Bento da Bahia: Edição Diplomática (2009);
15. O Mosteiro de São Bento da Bahia (2011);
16. A Catedral de Petrópolis (2015);
17. O Livro do Tombo do Mosteiro de São Bento da Bahia – em 5 volumes (2016);
18. Rosário Bíblico do Terço dos Homens (2019);
19. Novena Perpétua de Nossa Senhora do Perpétuo Socorro (2020).